# 忠利大楼
忠利大楼（希伯來語：‎，羅馬化：Binyan Generali）是以色列西耶路撒冷的一座写字楼，位于耶路撒冷主干道雅法路。大楼由意大利法西斯政权首席建筑师马塞洛·皮亚琴蒂尼操刀设计，大楼融合了新古典主义与现代主义的建筑风格，屋顶有大型的圣马可飞狮雕塑。1935年竣工后，大楼成为意大利忠意保險分公司。后来到了第二次世界大战结束后的1946年，耶路撒冷所在的巴勒斯坦地区恢复为英国托管地，忠利大楼收归国有，同时与雅法路以东的其他几座建筑被封闭为安全区，由防御工事包围。1948年，英国结束对巴勒斯坦的托管，大楼被伊尔贡接管。以色列国建国后，耶路撒冷地区管理局等行政部门进驻大楼办公，地面层也设立了商铺。时至今日，大楼已经成为耶路撒冷城区的地标性建筑。

## 大楼概况

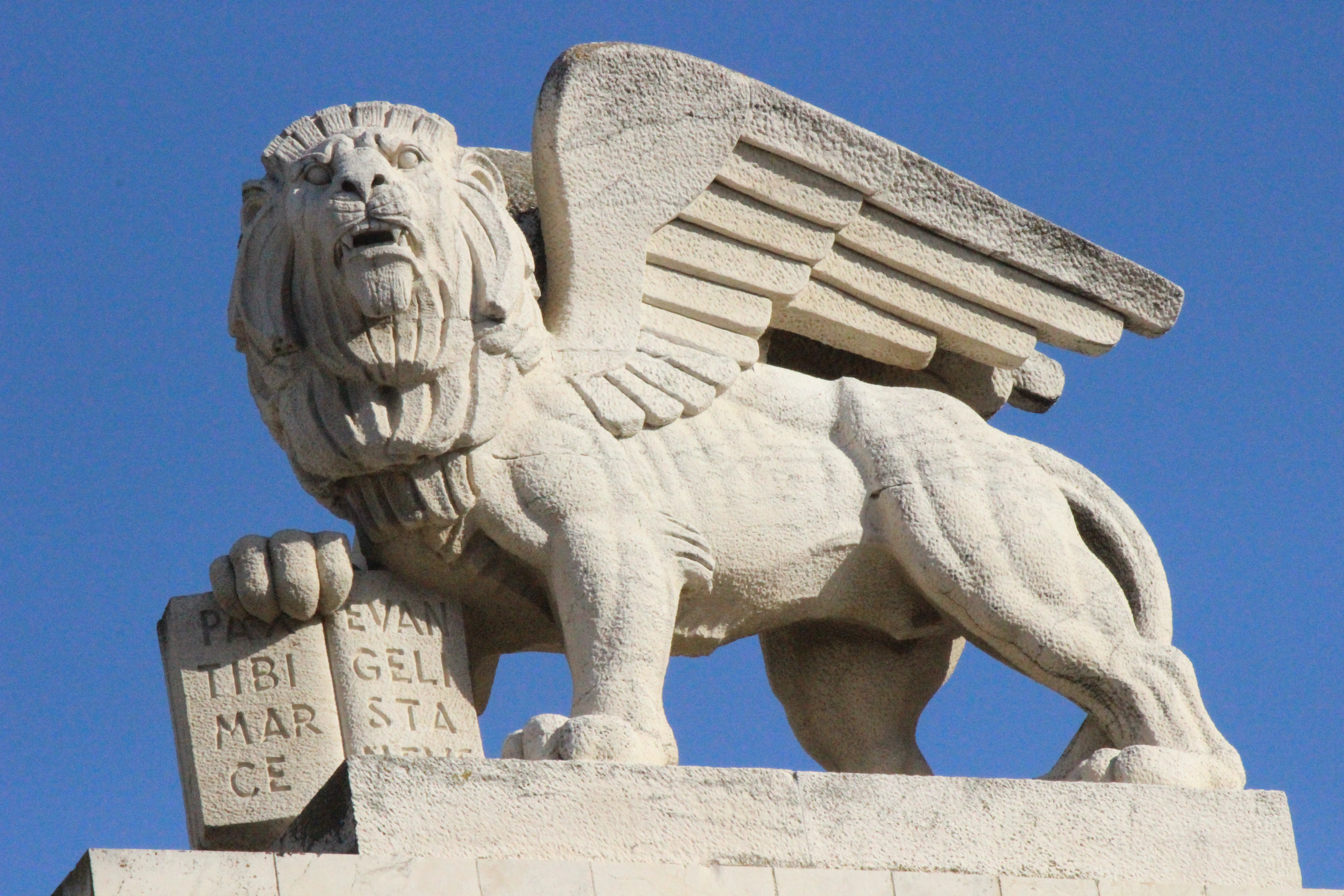
大楼屋顶圣马可飞狮的近景

忠利大楼位于雅法路与亚历山德拉女王街十字路口处，外型为三角形，侧面以V字形展开，其中面向十字路口的拐角处采用船首造型。大楼底层外立面为粗糙的大理石，窗户及门廊采用拱形设计。上层改用经过细致打磨的大理石，窗户和阳台以直角打开，各楼层以水平放置的石头突出物分隔。受场地地形影响，大楼西侧为五层，东侧有一座六层的副楼。
大楼屋顶设有一座大型石雕，为一头长着翅膀的狮子，狮子以一本打开的书作支撑。许多观察人士认为这头狮子象征着耶路撒冷城的标志猶大之獅，但它实际上是威尼斯的主保聖人圣马可飞狮，也是忠意保險的商标。自1848年以来，飞狮标志就在忠意保险全球各分公司办事处出现。雕塑中的书为拉丁语“Pax Tibi Marce Evangelista Meus”（愿你平安，马可，我的福音传道者）。雕塑底部镌刻着罗马数字“MDCCCXXXI”，即1831年，代表着忠意保險成立的年份。整个雕塑由耶路撒冷艺术家大卫·奥热内斯基（David Ozhernesky）与两位意大利助理制作，制作时有六个部分。而忠意保險的名字则出现在屋顶线下方的浮雕处。

## 历史

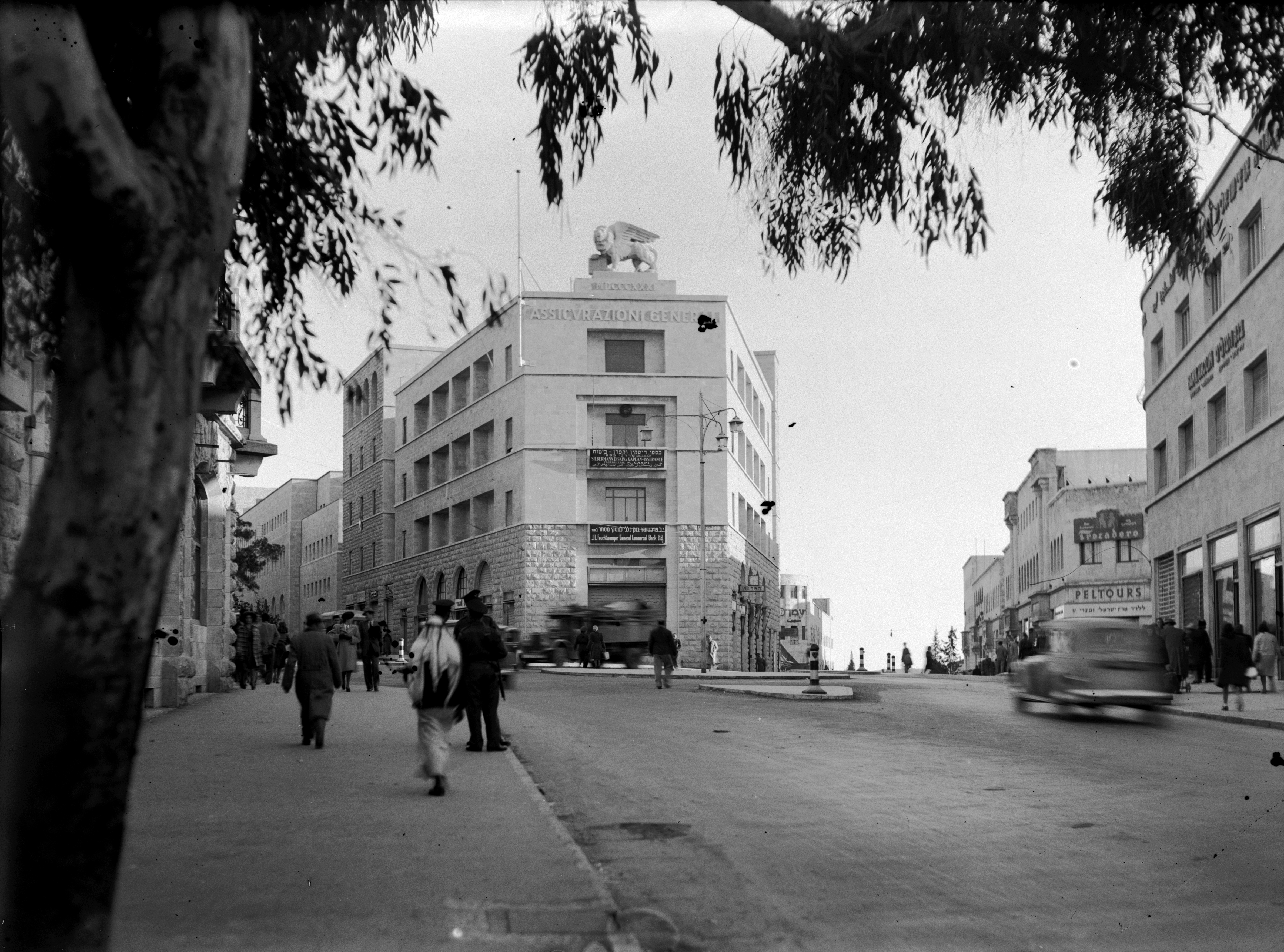
忠利大楼，大约摄于1935至1946年之间

1930年代，忠利大楼在雅法路东侧建立，同时期还有另外两座由英国建造的大楼竣工，属于英巴银行（现为以色列国民银行和耶路撒冷中央邮局大楼）。
1931年，忠意保险决定在耶路撒冷开设分公司，以庆祝公司成立100周年。为此公司从英国托管地政府官员手中买下一座停车场，这里曾是公交停车场。曾负责设计里哈维亚、塔皮奥特、拜特哈克雷姆等田园郊区的巴勒斯坦犹太裔建筑师理查德·考夫曼负责起草大楼的设计方案。随后考夫曼提交了一份方案，计划将大楼设计成七层高的國際風格建筑，采用“圆角和流畅线条”，但被公司方面否决。后来公司又聘请意大利法西斯政权首席建筑师马塞洛·皮亚琴蒂尼设计，皮亚琴蒂尼参考1930年代意大利的法西斯建筑，设计了一座三角形建筑，结合新古典主义建筑和现代主义建筑元素，采用柔和且“不扎眼”的外观。公司接受了皮亚琴蒂尼的方案，聘请德法罗公司（De Farro）建造，于1934年动工。经过一年的建造，大楼于1935年竣工。1935年至1946年，忠意保险占用了大楼的主要楼层，高层的办公空间和沿街商铺被出租给私营企业。

### 犹太人占领

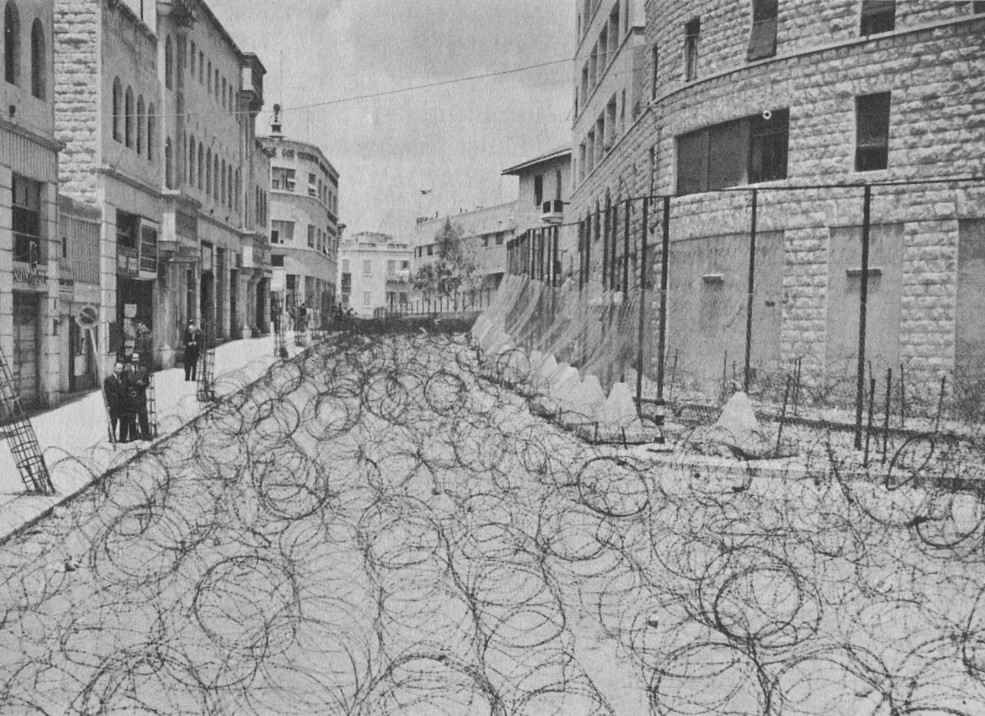
贝文格勒时期玛丽公主街（现亚历山德拉女王街）的部分景观，右侧为忠利大楼

从1944年开始，伊尔贡频繁袭击英国托管地政府的建筑，促使英方加强防卫。当局在街上铺设大量有刺铁丝网，并在耶路撒冷四周布设龍齒，以阻挡叛军装甲车入侵。耶路撒冷人为层层布防的地区取了一个外号，名叫“贝文格勒”，其中“贝文”指英国外交大臣欧内斯特·贝文，他曾否认纳粹屠杀到巴勒斯坦躲避的犹太人；“格勒”指苏联城市伏尔加格勒，1942年斯大林格勒战役前夕，当地布设了大规模的防御工事。
1946年，当局在雅法路东端设立“贝文格勒”，涵盖忠利大楼、俄罗斯大院、英巴银行和中央邮局。同年，英国迁走忠利大楼内的租户，将大楼收归国有。1946年至1948年，大楼承担了英国军方的多项职能，包括充当主要的军需库。大楼的“中央阳台”有一挺机关枪，枪口对准雅法路方向。
1948年5月14日，英国托管地当局从巴勒斯坦撤出，伊尔贡随即发动叉子行动，接管了贝文格勒区的建筑，其中忠利大楼率先被收复，武装分子把以色列国旗插在大楼屋顶的石狮子上，之后继续控制俄罗斯大院。
目前大楼为以色列政府部门的办公大楼，进驻部门包括耶路撒冷地区管理局、以色列内政部、移民和人口登记部和内部审计办公室。地面层则由以色列聯合銀行，以及耶路撒冷历史最悠久的旅行社雷吉万（Rejwan）长期租用。
自1949年12月起，以色列气象局在大楼屋顶设置观测站。1993年，观测站升级为“自动观测站点”，每隔10分钟采集气象数据。1974年1月，该站录得以色列有史以来的最大风速，达每小时159公里。